# Kamienica Juliusza Szulca w Łodzi
Kamienica Juliusza Szulca – kamienica położona przy ulicy Piotrkowskiej 118 w Łodzi.

## Historia
W latach 80. XIX w. właścicielem posesji był Juliusz Szulc. W połowie lat 80. XIX w. od frontu stał neoklasyczny murowany budynek jednopiętrowy. Drugie piętro zostało dobudowane ok. 1891 według projektu architekta Ignacego Markiewicza. 
Od 1890 roku prowadziła tu działalność fabryka wag i odważników Ernesta Jakubka, a w kamienicy znajdowała się siedziba działu administracji Fabryki Wyrobów Jedwabnych i Przędzalni Zgrzebnej Grzegorza Szapowała (fabryka mieściła się przy ulicy Kilińskiego 230/232). W 1920 nieruchomość pozostawała nadal w rękach rodziny Szulców. W latach 30. okresu międzywojennego prowadził tutaj sklep Bruno Buczkat, syn Adolfa Butschkata.
Od 1895 w podwórku kamienicy działała synagoga Henocha Bryczkowskiego, która została zdewastowana przez Niemców w czasie II wojny światowej. Aktualnie w miejscu synagogi działa Galeria Odlot prowadzona przez stowarzyszenie Towarzystwo Przyjaciół „Domu na Osiedlu”. Galeria stanowi miejsce prezentacji dzieł zrobionych przez wychowanków stowarzyszenia, m.in. rękodzieł, tkanin artystycznych, obrazów, rzeźb, przedmiotów użytkowych itp.
W podwórku kamienicy mieści się również galeria i jednocześnie kawiarnia Surindustrialle, a także antykwariat Myszy i Ludzie – Skład Bookowy.

## Rzeźba „Dupa Tuwima”
Na kracie okiennej galerii i kawiarni Surindustrialle znajduje się rzeźba „Dupa Tuwima” autorstwa grupy artystycznej B.I.E.D.A. Została ona odsłonięta na początku 2013 w kinie Charlie, a następnie przeniesiona przez jej twórców na podwórko kamienicy Jakuba Hofmana. W 2017 rzeźbę przeniesiono w dzisiejsze miejsce, co było spowodowane przeprowadzaniem remontu w poprzedniej lokalizacji. Rzeźba miała powrócić po kilku tygodniach na stare miejsce, ale pozostała na podwórku ul. Piotrkowskiej 118.
Odsłonięcie płaskorzeźby było związane z obchodami Roku Juliana Tuwima i ma nawiązywać do wiersza poety Wiersz, w którym autor grzecznie, ale stanowczo uprasza liczne zastępy bliźnich, aby go w dupę pocałowali.